# Al-Seyassah
Al-Seyassah, també transliterat com a Al-Siyasa (àrab: السياسة, as-Siyāsa), és un diari d'informació general kuwaitià, publicat per Dar Al-Seyassah Press Publishing Printing & Distribution Co. El redactor en cap del periòdic és Ahmed Al-Jarallah.

## Història
L'any 1968, Al-Jarallah es convertí en el seu propietari i decidí canviar-lo, passant d'un format de revista setmanal a un de periòdic diari. L'any 1977, Jarallah expandí Al-Seyassah a un grup de comunicació, que també publicà el periòdic en llengua anglesa Arab Times i la revista setmanal Al-Hadaf (en català, ‘L'Objectiu’).
El 1977, els seus actius es van estimar en més de cinc milions de dinars kuwaitians ($17.25m) al balanç de comptes anual, incloent una planta d'impressió que era, alhora, la més moderna de la regió.
L'any 2003, es va convertir en el quart periòdic de major circulació al país, amb 302.700 lectors i una circulació diària de 75.679 exemplars, i una quota de mercat del 16,82%.